# Bochum
Bochum je město v Severním Porýní – Vestfálsku v Německu. Leží v Porúří mezi městy Essen a Dortmund. Žije zde přibližně 366 tisíc obyvatel.

## Historie
Ačkoli Bochum byla založena už ve 14. století, město zůstávalo nevýznamným až do století devatenáctého, kdy se v Porúří rozšířila těžba uhlí a ocelářský průmysl, což mělo za následek prudký rozvoj regionu. Počet obyvatel Bochumi se mezi lety 1850 a 1890 zdesetinásobil.
Mezi lety 1960 a 2001 byly všechny doly zavřeny. Jiná odvětví průmyslu, např. automobilové, kompenzovala ztráty pracovních příležitostí. V roce 1965 zde byla založena Porúrská univerzita, první univerzita v Porúří a první nově založená univerzita v Německu po druhé světové válce. Při reformě v roce 1975 bylo k Bochumi připojeno do té doby nezávislé město Wattenscheid. Pokus zabránit sloučení pomocí referenda nevyšel.

## Zajímavosti
Na břehu řeky Ruhr stojí dva středověké hrady. Známé jsou též Německé důlní muzeum a nostalgické Železniční muzeum ve čtvrti Dahlhausen. Ve městě se již od roku 1988 hraje muzikál Starlight Express.
Město se objevuje ve slavném románu Dva dopisy Pospischielovi německého spisovatele Maxe von der Grüna.

## Doprava

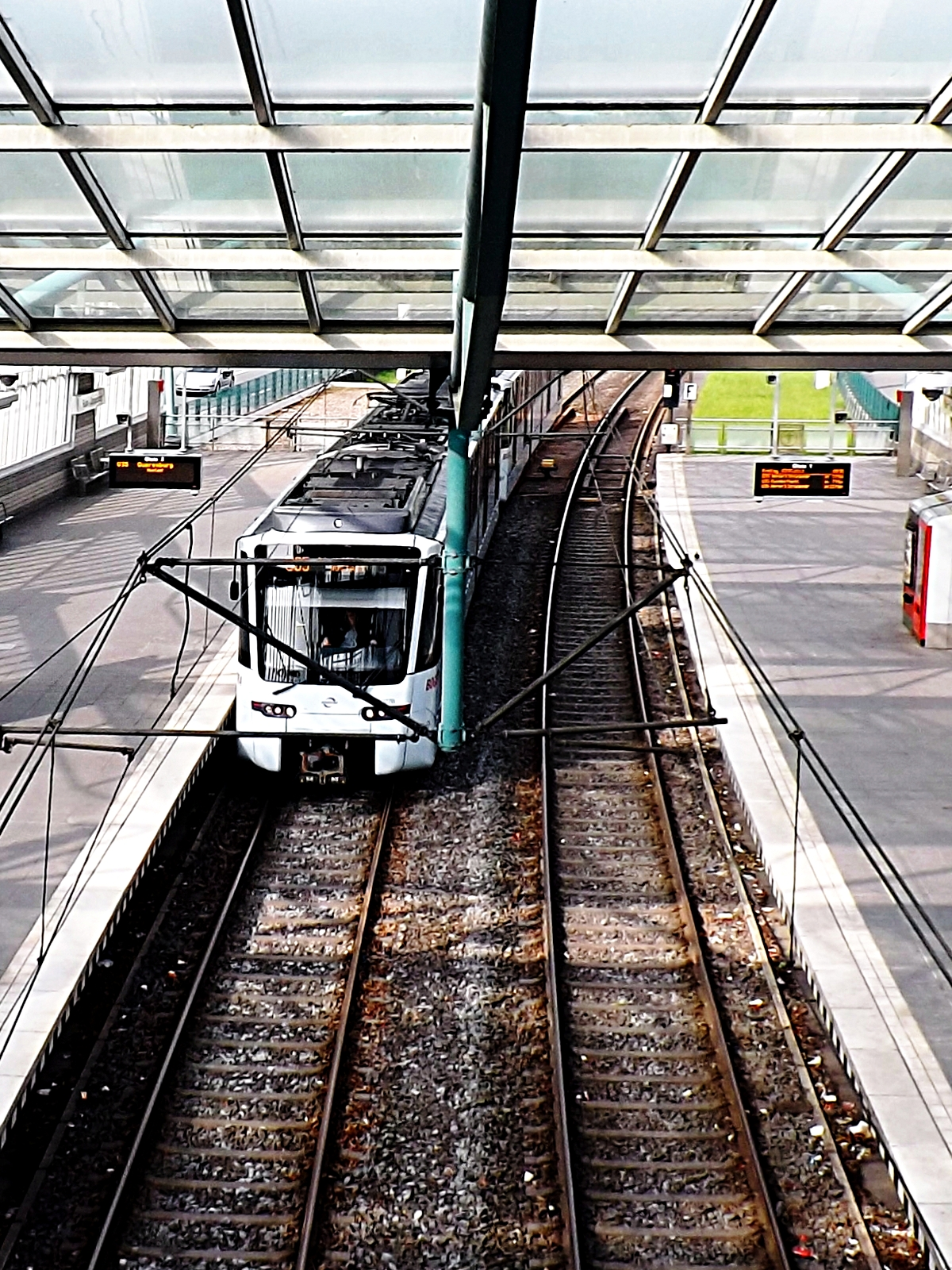
Vlak porýnské-pórúrské sítě S-Bahn

Bochum je napojena na dálniční síť dálnicemi A 40 a A 43. Hlavní železniční nádraží je na dráze z Duisburgu do Dortmundu a zastavují na něm jak vlaky porýnské-porúrské sítě S-Bahn, tak dálkové vlaky Deutsche Bahn.
Místní dopravu obstarává BOGESTRA, společný podnik měst Bochum a Gelsenkirchen. Ve městě je jedna linka metra spojující Bochumskou univerzitu přes centrum Bochumi s městem Herne a několik tramvajových linek spojující města Gelsenkirchen a Witten. V centru jsou i tramvajové linky podzemní. Veřejná doprava má tarifní systém podle dopravního sdružení VRR.

## Sport
- VfL Bochum – fotbalový klub, hraje v současné době (2022) 1. německou fotbalovou Bundesligu
- SG Wattenscheid 09 – fotbalový klub[2], působí v německé čtvrté lize Regionalliga West (v sezóně 2014/15).

## Osobnosti spojené s městem
- Wolfgang Clement (* 1940), novinář, bývalý německý ministr hospodářství a práce (SPD)
- Manfred Eigen (1927–2019), biochemik, držitel Nobelovy ceny
- Frank Goosen (* 1966), kabaretista a spisovatel, umístil děj svého díla do Bochumi 80. a 90. let 20. století (liegen lernen)
- Herbert Grönemeyer (* 1956), zpěvák, hudebník a herec, v roce 1984 napsal populární píseň o Bochumi
- Gershon Kingsley (1922–2019), americký hudební skladatel německého původu
- Norbert Lammert (* 1948), politik (CDU), předseda německého parlamentu, Bundestagu
- Heinrich Johann Ostermann (1686–1747), hrabě, ruský diplomat a generál admirál
- Axel Rudi Pell (* 1960), heavy metalový kytarista
- Otto Schily (* 1932), právník, politik (SPD), bývalý německý ministr vnitra
- Peter Roman Scholl-Latour (1924–2014), německo-francouzský novinář a publicista, zabývá se politickým děním na Balkáně, v Africe a na Blízkém východě
- ATB (* 1973), DJ, hudební producent
- Mark Warnecke (* 1970), plavec stylu prsa, který se stal mistrem světa ve věku 35 let

## Partnerská města
Zdroj:
- Doněck, Ukrajina, 1987
- Nordhausen, Durynsko, 1990
- Oviedo, Španělsko, 1980
- Sheffield, Anglie, Spojené království, 1950
- Sü-čou, Čína, 1994